# Células Comunistas
Las Células de Base por la Reconstrucción del Partido Comunista de España, más conocidas como Células Comunistas, constituyeron una tendencia comunista que se gestó en España a finales de los años 60 y comienzos de los 70 del siglo XX. La tendencia sigue activa en las Islas Canarias, donde su órgano de prensa era Tribuna Comunista.

## Reseña histórica
Los militantes del Partido Comunista de España (PCE) que se oponían a la tendencia reformista que terminó denominándose "eurocomunismo" auspiciada desde el Comité Central del PCE, y encontrándose en la situación de pérdida de vínculo orgánico con su partido, o incluso habiendo sido sancionados, decidieron acogerse al artículo de los Estatutos del PCE según el cual, si se pierde el contacto con el Partido, la misión del militante es constituir células allá donde pueda.
De ese modo, su inspirador, José Satué, y Fernando Sagaseta junto con un grupo más de militantes del PCE decidieron mantenerse dentro de la legalidad partidaria, pero creando una tendencia de opinión interna.
En 1976 el Pleno de Roma del Comité Central del PCE decide eliminar la estructura celular de la organización -sus células de base- y la reorganización de los militantes en agrupaciones de carácter territorial, lo que en la práctica significó la disolución de toda la estructura clandestina en las cárceles, el ejército y los frentes de masas; una condición sin la cual no se hubieran firmado los Pactos de la Moncloa, proceso que en España se denomina oficialmente como "transición".
Diversos sectores del PCE impugnaron esta medida, ya que oficialmente contravenía a sus Estatutos, aprobados en el VIII Congreso de 1972. Las Células Comunistas consideraron de ese modo disponer de un argumento más para fortalecer su propia corriente orgánica, al considerar ilegítimos tales acuerdos.
A partir de ese momento, las Células Comunistas adquirieron un argumento poderoso para su vertebración interna, reclamando la "legalidad partidaria" y el respeto a los citados Estatutos y al Manifiesto-Programa del PCE, aprobado en su II Conferencia Nacional, de 1975. A pesar de las fuertes críticas políticas e ideológicas que vertían sobre el contenido de tales documentos, reclamaban su vigencia y legalidad partidarias, hasta que los organismos requeridos (otra Conferencia y Congreso) los modificaran.
A partir de ese momento la tendencia se multiplicó por Madrid, Aragón, Valencia, Asturias, pero tuvo especial relevancia organizativa y política en Granada y en las Islas Canarias. En Canarias las Células Comunistas formarán parte de la coalición Pueblo Canario Unido y luego Unión del Pueblo Canario, por el cual Fernando Sagaseta sería elegido diputado en las elecciones de 1979. 
En 1984 parte importante de las Células Comunistas pasaron a formar parte del Partido Comunista de los Pueblos de España (PCPE).